# Mouilleron-en-Pareds
Mouilleron-en-Pareds ist eine ehemalige französische Gemeinde mit zuletzt 1.364 Einwohnern (Stand: 2013) im Département Vendée in der Region Pays de la Loire. Sie gehörte zum Arrondissement Fontenay-le-Comte und zum Kanton La Châtaigneraie. Die Einwohner werden Mouilleronnais genannt.
Mit Wirkung vom 1. Januar 2016 wurden die Gemeinden Mouilleron-en-Pareds und Saint-Germain-l’Aiguiller zu einer Commune nouvelle mit dem Namen Mouilleron-Saint-Germain zusammengelegt.

## Bevölkerungsentwicklung
| Jahr                      | 1962  | 1968  | 1975  | 1982  | 1990  | 1999  | 2006  | 2013  |
| Einwohner                 | 1.306 | 1.244 | 1.191 | 1.127 | 1.184 | 1.177 | 1.232 | 1.364 |
| Quelle: Cassini und INSEE |       |       |       |       |       |       |       |       |

## Sehenswürdigkeiten

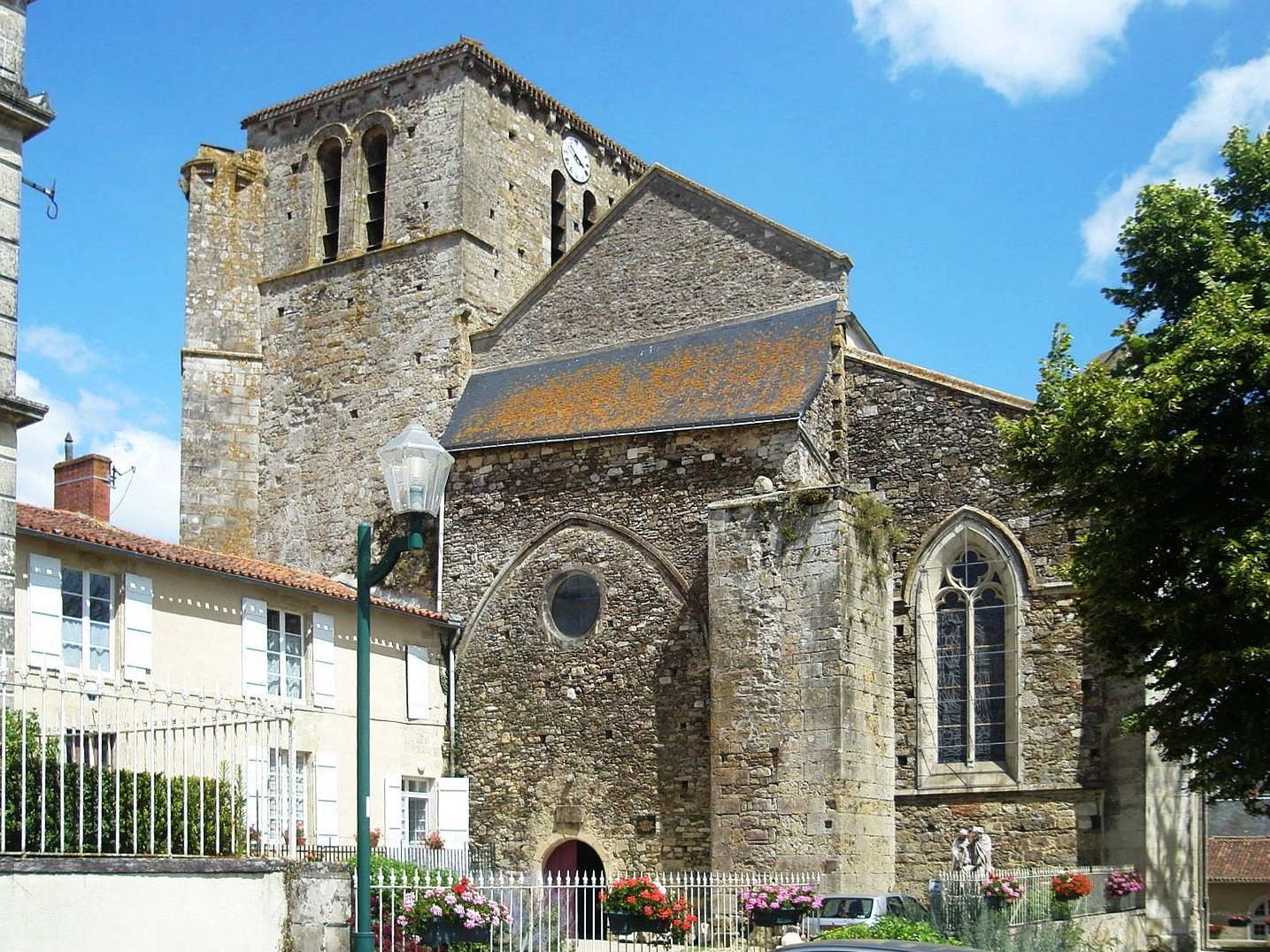
Kirche Saint-Hilaire

Siehe auch: Liste der Monuments historiques in Mouilleron-en-Pareds
- Kirche Saint-Hilaire
- Nationalmuseum Clemenceau-de-Lattre
- Hügel der Mühlen

## Persönlichkeiten
- Georges Clemenceau (1841–1929), Politiker, u. a. Premierminister
- Jean de Lattre de Tassigny (1889–1952), General
- Bernard de Lattre de Tassigny (1928–1951), Leutnant, Sohn von Jean de Lattre de Tassigny